# Orchestra di Cleveland
L'Orchestra di Cleveland è un'orchestra sinfonica con sede a Cleveland, Ohio, ed è considerata una delle cinque grandi orchestre degli Stati Uniti. 

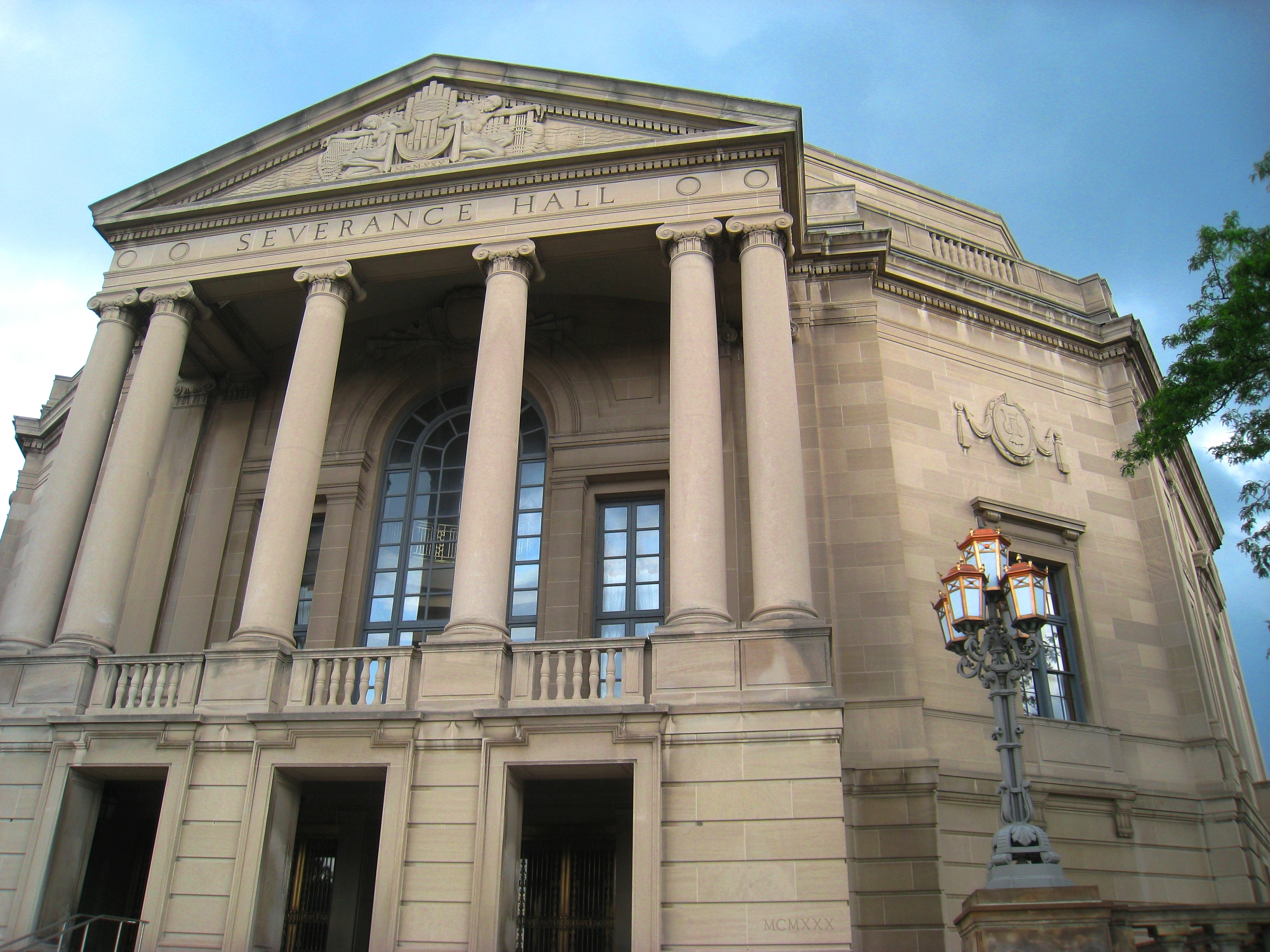
Sala Severance

## Storia
L'orchestra fu fondata nel 1918 da Adella Prentiss Hughes, con Nikolai Sokoloff come direttore principale. I successivi direttori principali sono stati: Artur Rodziński (1933-1943), Erich Leinsdorf (1943-1944), George Szell (1946-1970), Pierre Boulez (1970-1972), Lorin Maazel (1972-1982), e Christoph von Dohnányi (1984-2002). Franz Welser-Möst ne è l'attuale direttore.
Dal 1931 ha la sua sede alla Severance Hall, situata nell'University Circle di Cleveland, dove tiene la maggior parte dei concerti.
Il lungo "regno" dell'ungherese George Szell ha portato l'orchestra ai massimi livelli mondiali e le ha conferito caratteristiche sonore simili alle orchestre europee. Sotto la sua direzione sono state realizzate numerose incisioni che hanno reso famosa l'orchestra in tutto il mondo. Oltre a quelle di Szell sono di rilievo le incisioni con direttori ospiti come Vladimir Ashkenazy, Oliver Knussen, Kurt Sanderling, Yoel Levi, Riccardo Chailly e Michael Tilson Thomas.

## Discografia parziale
- Beethoven: Complete Symphonies, Overtures, Incidental Music (The Original Jacket Collection) - Donald Bell/George Szell/Louis Lane/Cleveland Orchestra Chorus/Adele Addison/Jane Hobson/Cleveland Orchestra/Richard Lewis, 1957/1970 SONY BMG
- Beethoven: Symphony No. 6 "Pastorale" & Leonore Overture No. 3 - Christoph von Dohnányi/Cleveland Orchestra, 1987 Telarc
- Beethoven: Symphony No. 9 - Cleveland Orchestra & Chorus/Franz Welser-Möst, 2007 Deutsche Grammophon
- Berlioz, Symphonie Fantastique - Cleveland Orchestra & Chorus/Boulez, 1997 Deutsche Grammophon - Grammy Award for Best Orchestral Performance 1998
- Brahms, Violin Concerto & Double Concerto - Oistrakh/Rostropovich/Cleveland Orchestra/Szell, 1970 His Master's Voice/EMI – Grammy Award for Best Classical Performance – Instrumental Soloist or Soloists (with or without orchestra) 1971
- Debussy, (Boulez Conducts Debussy) Images Pour Orchestre Danses/Sacree Et Profane/Volume 2, 1969 CBS/Columbia Masterworks - Grammy Award for Best Orchestral Performance 1970
- Debussy, Images/Printemps/Prélude - Boulez/Cleveland Orch., 1991 Deutsche Grammophon
- Debussy, Notturni/Jeux/Mer - Boulez/Cleveland Orch., 1991/1993 Deutsche Grammophon - Grammy Award al miglior album di musica classica e Grammy Award for Best Orchestral Performance 1996
- Debussy Ravel, Mer/Notturni/Rapsodia - Ashkenazy/Cleveland Orch., Decca
- Debussy Ravel, Tutte le registrazioni per Deutsche Grammophon - Boulez/Cleveland Orch./LSO/BPO, 1991/2002 Deutsche Grammophon
- Dvořák: Symphonies Nos. 7-9, Scherzo Capriccioso - Christoph von Dohnanyi/Cleveland Orchestra, 1996 Decca
- Gershwin, Porgy And Bess - Mitchell/White/Maazel/Cleveland Orchestra & Chorus & Children's Chorus/Page/Seredick, 1976 Decca – Grammy Award for Best Opera Recording 1977
- Gershwin: Rhapsody in Blue & An American in Paris & Cuban Overture & Lullaby - Cleveland Orchestra/Katia Labèque/Marielle Labèque/Riccardo Chailly, 1987 Decca
- Mahler: Des Knaben Wunderhorn - Adagio from Symphony No. 10 - Pierre Boulez/Christian Gerhaher/Cleveland Orchestra/Magdalena Kožená, 2010 Deutsche Grammophon
- Mahler: Symphony No. 7, "Song of the Night" - Cleveland Orchestra & Pierre Boulez, 1996 Deutsche Grammophon
- Mahler: Symphony No. 4 - Cleveland Orchestra/Juliane Banse/Pierre Boulez, 2000 Deutsche Grammophon
- Mozart, Conc. pf. n. 9, 21 - Uchida/Cleveland Orch., 2012 Decca
- Mozart, Conc. pf. n. 17, 25 - Uchida/Cleveland Orch., 2016 Decca
- Mozart, Conc. pf. n. 23, 24 - Uchida/Cleveland Orch., 2008 Decca - Miglior interpretazione solista di musica classica con orchestra (Grammy) 2011
- Mussorgsky: Pictures At An Exhibition - Cleveland Orchestra/Lorin Maazel, 1979 Telarc
- Mussorgsky: Pictures at an Exhibition - Rimsky-Korsakov: Capriccio Espagnol - Cleveland Orchestra/George Szell, 1958/1963 SONY BMG/CBS
- Orff, Carmina Burana - Cleveland Orchestra & Chorus & Boys' Choir/Tilson Thomas, 1974 CBS Masterworks – Grammy Award for Best Choral Performance 1976
- Prokofiev, Romeo e Giulietta - Maazel/Cleveland Orch., 1973 Decca
- Prokofiev Glazunov, Cenerentola/Le stagioni - Ashkenazy/Cleveland O, 1983/1990 Decca
- Prokofiev: Symphony No. 5 - Bartók: Concerto for Orchestra - Cleveland Orchestra/George Szell, 1960/1966 SONY BMG
- Rachmaninov, Conc. pf. n. 1, 2 - Thibaudet/Ashkenazy/Cleveland, 1994/1995 Decca
- Rachmaninov, Conc. pf. n. 1, 4 - Thibaudet/Ashkenazy/Cleveland, 1994/1995 Decca
- Ravel, Conc. pf. n. 1-2/Miroirs - Aimard/Boulez/Cleveland, 2010 Deutsche Grammophon
- Ravel, Conc. pf. n. 1-2/Valses nobles - Zimerman/Boulez/Cleveland, Deutsche Grammophon
- Ravel Debussy, Shéhérazade/Tombeau Couperin/Ballades de Villon - Boulez/Otter/Hagley/Cleveland, 2002 Deutsche Grammophon
- Schoenberg: Piano Concerto, Klavierstücke Op. 11 & 19 - Berg: Sonata Op. 1 - Webern: Variations Op. 27 - Cleveland Orchestra/Mitsuko Uchida/Pierre Boulez, 2001 Philips
- Smetana, Mia Patria/Ouvertures e danze - Dohnanyi/Cleveland Orchestra, 1993/1994 Decca
- Strauss: Til Eulenspiegel's Merry Pranks, Don Juan, Death and Transfiguration - Cleveland Orchestra/George Szell, 1957 SONY BMG
- Stravinsky, Chant du rossignol/Histoire du soldat - Boulez/Cleveland Orch. e Coro, 1994/1996 Deutsche Grammophon
- Stravinsky, Petrouchka/Sagra - Boulez/Cleveland Orch., 1991 Deutsche Grammophon
- Stravinsky, (Boulez Conducts Stravinsky) Le Sacre Du Printemps - Cleveland Orchestra/Boulez, 1969 CBS/Columbia Masterworks – Grammy Award for Best Orchestral Performance 1971
- Tchaikovsky: Symphony No. 5 in E Minor, Op. 64 - Cleveland Orchestra/George Szell, 1960 SONY BMG
- Thibaudet, Concerto di Varsavia - Ashkenazy/Cleveland Orch., Decca